# Stenløse
Stenløse é um município da Dinamarca, localizado na região oriental, no condado de Frederiksborg.
O município tem uma área de 65 km² e uma  população de 13 257 habitantes, segundo o censo de 2004.